# 安杰洛·帕隆博
安杰洛·帕隆博（義大利語：Angelo Palombo，1981年9月25日—），義大利男子足球員，司職中場。

## 生平

### 球會
雖然帕隆博出生於拉齐奥大区弗罗西诺内省羅馬市東南方的小鎮费伦蒂诺（Ferentino），但他卻未有因此而在拉素展開其足球生涯。相反，早期他只在業餘小球會佩薩羅（Futbol Pesaro 1898）打滾。
1997年，帕隆博的球技被費倫天拿注意，邀請他於1998年加入青年軍，在青年軍期間，他代表費倫天拿各級梯隊出賽。2001年，帕隆博終於得到意甲出場機會，但此時費倫天拿的財政出現問題，被罰往丙組作賽，球會只好出售帕隆博。
帕隆博離開費倫天拿後，於乙組的桑普多利亞繼續其足球事業。帕隆博首季加盟就能得到正選位置，更加為桑普多利亞帶來乙組亞軍及晉升甲組的機會。2003/04年球季桑普多利亞重返甲組後，帕隆博全季只缺陣7場，協助球會賽季內處於積分榜前列，但最後只奪得聯賽第8位，失去歐洲足協盃席位；翌季更取得第5位，僅於聯賽煞科日被壓過失去歐聯參賽席位。球會見帕隆博對桑普多利亞愈來愈重要，最後於2007/08年球季委任帕隆博成為隊長。
2012年1月31日，也就是2011/12赛季冬季转会窗的最后一天，国际米兰俱乐部宣布帕隆博租借加盟球队，租期为3年，国际米兰可在赛季结束后以400万欧元的价格将其买断。 2月1日，他在国际米兰主场4比4战平巴勒莫的比赛中替补出场，第一次代表国际米兰在正式比赛中亮相。但他在赛季表现平平，出场机会不多，赛季结束后返回桑普多利亞。

### 國家隊
帕隆博於費倫天拿青年軍時，已經被義大利青年軍的主帥召入義大利U20。帕隆博一共為義大利U20出戰19場。轉會至桑普多利亞後，帕隆博更被召入義大利U21，贏得2004年歐洲U-21足球錦標賽冠軍及參賽2004年夏季奧林匹克運動會資格。帕隆博順利入選義大利國奧隊，是球隊的主力成員，球隊在分組賽僅以1個得失球差壓倒加納以次名出線，八強淘汰賽在加時後1-0擊敗馬里，準決賽以0-3不敵阿根廷，銅牌戰以1-0擊敗伊拉克。
羅伯托·多納多尼在2006年世界盃足球賽後將帕隆博帶到義大利國家足球隊中。帕隆博於8月16日0-2負於克羅埃西亞的友誼賽中首次上陣。雖然缺席了2008年歐洲國家盃，但帕隆博入選2009年洲際國家杯的義大利陣容中。

## 榮譽
國家隊
- 歐洲U-21足球錦標賽冠軍：2004年；
- 奥林匹克运动会銅牌：2004年；

個人
- 義大利公眾貢獻騎士銜（Cavaliere Ordine al Merito della Repubblica Italiana）：2004年[6]；